# Sumurpanggang
Sumurpanggang is een bestuurslaag in het regentschap Tegal van de provincie Midden-Java, Indonesië. Sumurpanggang telt 6386 inwoners (volkstelling 2010).